# Roberto Boninsegna
Roberto Boninsegna (Mantua, Lombardía, 13 de noviembre de 1943) es un exfutbolista italiano, considerado uno de los históricos del fútbol de su país.

## Trayectoria
Forjado en las inferiores del Inter de Milán, su primer club fue el Prato en 1964, Durante los 2 siguientes años defendió al Potenza y al Varese, debutando en la Serie A el 9 de abril de 1965 con derrota 2-5 contra el Inter.
En el Cagliari, donde recaló en 1966, formó una destacada dupla de ataque junto a Gigi Riva y su rendimiento persuadió al Inter a recuperarlo en 1969. En Inter jugó 281 partidos y anotó 171 goles, logrando el Scudetto de 1971.
A sus 33 años arribó a la Juventus en 1976 y forma una pareja temible, gracias a una fuerza física, potencia, agilidad y precisión desarrolladas desde la cantera del Inter y su época en Cagliari, de ataque junto a Roberto Bettega (otro gran delantero), contribuyendo a la conquista de 2 Scudetti y 1 Copa de la UEFA con un plantel exento de jugadores extranjeros (hecho inédito en Italia a nivel internacional). En la Vecchia Signora jugó 96 partidos y marcó 35 goles.
En 1979 firmó con el Hellas Verona donde finalizó su carrera deportiva.

## Selección nacional
Fue internacional con la selección de fútbol de Italia en 22 ocasiones disputando dos mundiales: México 1970 (logrando el 2.º lugar junto a Gigi Riva, Giacinto Facchetti, Gianni Rivera y Sandro Mazzola, entre otros) y Alemania 1974.

### Participaciones en Copas del Mundo
| Mundial                        | Sede             | Resultado    |
| ------------------------------ | ---------------- | ------------ |
| Copa Mundial de Fútbol de 1970 | México           | Subcampeón   |
| Copa Mundial de Fútbol de 1974 | Alemania Federal | Primera fase |

## Clubes
| Club            | País   | Año       |
| --------------- | ------ | --------- |
| Prato           | Italia | 1964      |
| Potenza         | Italia | 1966      |
| Varese          | Italia | 1966      |
| Cagliari Calcio | Italia | 1966-1969 |
| Inter de Milán  | Italia | 1969-1976 |
| Juventus        | Italia | 1976-1979 |
| Hellas Verona   | Italia | 1980      |

## Palmarés

### Campeonatos nacionales
| Título         | Club           | País   | Año  |
| -------------- | -------------- | ------ | ---- |
| Scudetto       | Inter de Milán | Italia | 1971 |
| Scudetto       | Juventus       | Italia | 1977 |
| Scudetto       | Juventus       | Italia | 1978 |
| Copa de Italia | Juventus       | Italia | 1979 |

### Copas internacionales
| Título          | Club     | País   | Año  |
| --------------- | -------- | ------ | ---- |
| Copa de la UEFA | Juventus | Italia | 1977 |

(*) Incluyendo la selección

### Distinciones individuales
| Distinción                   | Año  |
| ---------------------------- | ---- |
| Capocannonieri de la Serie A | 1971 |
| Capocannonieri de la Serie A | 1972 |

- Datos: Q448752
- Multimedia: Roberto Boninsegna / Q448752